# Landnahme (Roman)
Der Roman Landnahme wurde von Christoph Hein verfasst und im Jahr 2004 durch den Suhrkamp Verlag veröffentlicht.
Christoph Hein erzählt in diesem Roman die Lebensgeschichte des schlesischen Aussiedlers Bernhard Haber aus fünf unterschiedlichen Blickwinkeln (multiperspektiv bzw. polyphon) anhand fünf verschiedener Ich-Erzähler, die jeweils eigene sprachliche und charakterliche Authentizität beanspruchen sowie verschiedene Lebensentwürfe darstellen. Zeitlich reicht der Roman dabei von kurz nach dem Zweiten Weltkrieg bis nach der deutschen Wiedervereinigung.

## Inhalt
Zusammenfassend ergibt sich die Geschichte des nach dem Zweiten Weltkrieg 1950 aus Niederschlesien zwangsausgesiedelten Bernhard Haber, der trotz allen Tücken und Barrieren, welche die neue Heimat, die sächsische Kleinstadt Bad Guldenberg, bietet, die Integration in die Gemeinde erfolgreich meistert.
Trotz der Feindseligkeiten gegenüber den Neuankömmlingen aus Schlesien, dem Tod des geliebten Hundes Tinz, dem vermeintlichen Selbstmord des Vaters, welcher sich später als Mord durch einen Guldenberger Bürger herausstellen wird, und anderer Unannehmlichkeiten wird Haber trotz oder gerade wegen seines Starrsinnes einer der einflussreichsten Bürger der Stadt.
Der Roman thematisiert auch das offizielle Verbot in der DDR, die deutsche Vergangenheit Schlesiens und die Vertreibung 1945/46 zu thematisieren, für die der Begriff Umsiedlung gebraucht werden musste.

## Die fünf Erzähler
- Thomas Nicolas

Thomas Nicolas ist ein Schulkamerad Bernhard Habers und schildert einen wesentlichen Teil aus Bernhards Schulzeit. So beschreibt er die Ankunft der Familie Haber, die Einführung Bernhards in der Schule, den Tod von Bernhards Hund Tinz sowie die Existenzgründung der Familie, die durch mehrere Unannehmlichkeiten wie den Brand der vom Vater Bernhards gegründeten Tischlerei gestört bzw. gänzlich verhindert wird. Besonders deutlich wird in diesem Abschnitt der Umgang mit den Vertriebenen in der Kleinstadt Guldenberg dargestellt.
Thomas Nicolas erzählt recht nüchtern. Auch wenn er am Anfang seiner Erzählung Bernhard eher ablehnend gegenübersteht, ist er doch zum Ende seiner Erzählung um den Kontakt zu Bernhard bemüht.
- Marion Demutz

Marion Demutz ist die erste Freundin des Protagonisten Bernhard Haber. Neben einigen politischen Hintergründen beschreibt sie das Beziehungsbild des Protagonisten Bernhard Haber sowie dessen politische Aktionen, die sich im Laufe des Romans als Rache an der Gemeinde Guldenberg herausstellen werden.
Sie selbst ist eher naiv und sehr auf das Äußere und die Anerkennung durch ihre Mitmenschen bedacht. So lügt sie sich oftmals selbst etwas vor und ist eher an materiellen Dingen orientiert.
- Peter Koller

Peter Koller, ein Schulkamerad Bernhard Habers, ist der Erzähler des mittleren und längsten Teils des Romans.
Ausgehend von der gemeinsamen Schulzeit mit Bernhard Haber beschreibt er die windigen Geschäfte, die Bernhard nach der Schulzeit betreibt. Peter ist „geldverliebt“ und nimmt somit großes Risiko in Kauf. Er selbst versucht sich an Bernhards Geschäften zu beteiligen, ist dabei allerdings glücklos und landet nach dem versuchten Menschenschmuggel einiger Flüchtlinge aus der DDR für fünfeinhalb Jahre im Gefängnis. 
Peter ist sehr wohlmeinend, teilweise wirkt er schon naiv. Er ist stets bemüht, materiell und sozial abgesichert zu sein. Letztendlich zeigt sich an dieser Figur, welche Probleme es mit sich bringen kann, wenn man viel guten Willen hat, aber nicht durchschaut, worauf man sich einlässt.
- Katharina Hollenbach

Katharina Hollenbach ist die Schwägerin Bernhards. Sie beschreibt die Entwicklung der Beziehung zwischen ihrer Schwester Rieke und Bernhard, wobei sie Bernhard verführt, um ihn damit später zu erpressen. 
Katharina ist scheinheilig und erpresserisch und reagiert teilweise neidisch auf den familiären  und materiellen Wohlstand ihrer Schwester. 
- Sigurd Kitzerow

Der Geschäftspartner und Freund (wobei die Rolle des Freundes nicht gänzlich erfüllt wird) Sigurd Kitzerow beschreibt das „Startup“ Bernhard Habers und die geschäftliche und somit materielle Entwicklung Bernhard Habers, von der er zum Ende seiner Erzählung selbst abhängig ist. Jedoch kommt Sigurd eine Schlüsselrolle zu, da er Bernhard in den „Kegelklub“ der Gemeinde verhilft, der ein kleines Wirtschaftskartell der Selbständigen des Ortes darstellt und somit für Bernhards geschäftliches Gelingen unabdingbar ist.
Sigurd Kitzerow ist ein relativ neutraler Erzähler. Als Macher und Stratege hat er wesentlichen Einfluss auf Bernhard.

## Interpretationsansätze
Im Roman werden die Schwierigkeiten der Integration in die Gesellschaft aufgezeigt. Die Problematik des Einzelnen mit der Gesellschaft sowie der Umgang des Einzelnen bzw. von Gruppen mit „dem Fremden“ werden dargestellt. Die Rahmenerzählung des Karnevals kann als Parodie der deutschen Wiedervereinigung begriffen werden. 
Weiterhin zeigt sich in diesem Roman die von Christoph Hein als „fünfte Grundrechenart“ benannte Operation: Zuerst wird der Schlussstrich gezogen und das erforderliche und gewünschte Ergebnis daruntergeschrieben. Das gibt dann einen festen Halt für die waghalsigen Operationen, die anschließend und über dem Schlussstrich erfolgen.

## Ausgaben
- Christoph Hein: Landnahme. Roman. Suhrkamp, Frankfurt am Main (= suhrkamp taschenbücher. Band 3729).